# Saint-Julien-de-Briola
Saint-Julien-de-Briola település Franciaországban, Aude megyében. Lakosainak száma 80 fő (2022. január 1.). Saint-Julien-de-Briola Cazalrenoux, Orsans, Plavilla, Ribouisse és Saint-Gaudéric községekkel határos.

## Népesség
A település népessége az elmúlt években az alábbi módon változott:
| Lakosok száma | 108  | 69   | 79   | 80   | 80   | 84   | 89   | 88   | 85   | 80   |
|               | 1968 | 1982 | 1990 | 2006 | 2013 | 2015 | 2017 | 2019 | 2020 | 2022 |